# Mravi (1998.)
Mravi (engl. Antz) američka je pustolovna komedija iz 1998. godine. Redatelji filma su Eric Darnell i Tim Johnson, a scenaristi Paul Weitz, Chris Weitz i Todd Alcott. U filmu glume Woody Allen, Sharon Stone, Jennifer Lopez, Sylvester Stallone, Christopher Walken, Dan Aykroyd, Anne Bancroft, Danny Glover i Gene Hackman. 

## Glasovi
| Uloge         | Originalna inačica | Hrvatska inačica |
| ------------- | ------------------ | ---------------- |
| Z-4195        | Woody Allen        | Janko Rakoš      |
| Princeza Bala | Sharon Stone       | Daria Knez       |
| Brada         | Gene Hackman       | Robert Ugrina    |
| Weaver        | Sylvester Stallone | Bojan Navojec    |
| Cutter        | Christopher Walken | Slaven Knezović  |
| Azteca        | Jennifer Lopez     | Renata Sopek     |
| Kraljica      | Anne Bancroft      | Jasna Bilušić    |
| Barbatus      | Danny Glover       | Slavko Juraga    |

## Unutarnje poveznice
- DreamWorks Animation

## Vanjske poveznice
- Mravi u internetskoj bazi filmova IMDb-a
- Mravi (1998.) na Rotten Tomatoes